# Иванов, Михаил Матвеевич
Михаи́л Матве́евич Ива́но́в (1748, Новгород — 16 [28] августа 1823, Санкт-Петербург) — русский живописец и акварелист, один из основоположников и главных мастеров классицистического пейзажа последней трети XVIII века. Академик (с 1785; ассоциированный член — «назначенный» с 1779) и профессор (с 1800) Императорской Академии художеств, хранитель отдела рисунков императорской коллекции в Эрмитаже (с 1792).

## Биография

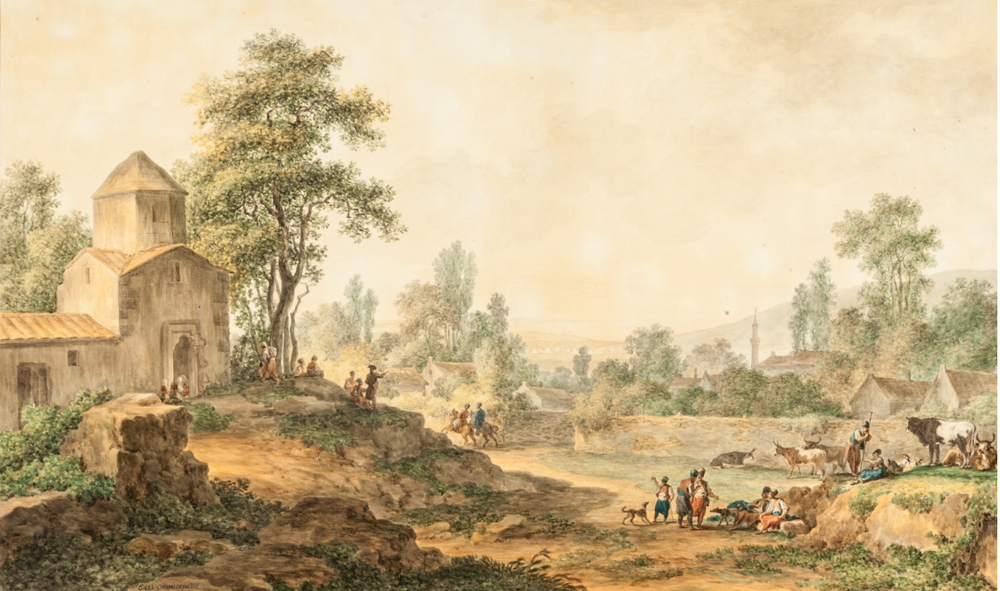
Старый Крым. Пейзаж с армянской церковью, 1797 год

Сын солдата Семёновского полка. 3 августа 1762 года, вместе с братом Архипом был принят в Академию художеств в Петербурге, В 1764 году учился в «лакирном классе», вероятно, росписям по лакам. Затем его переводят в класс «живописи птиц, зверей, цветов и плодов», был учеником И. Ф. Гроота. В 1769 году получил 2-ю серебряную медаль, 30 июля 1770 года — 2-ю золотую медаль за написанный по программе пейзаж «Оливковое дерево, на котором повешены кирасы, сумы и другие военные знаки с именем на оных ея величества, а под оными — несколько военных людей и пастухов с пастушками, играющих на их инструментах и веселящихся, украшенное солнечным сиянием, лесом, полями и ручьями», получает право на пенсионерскую поездку в Европу.
В Париже (1770—73) учился у Жана-Батиста Лепренса, по указанию которого занялся копированием пейзажей с известных мастеров и писанием эскизов для большой картины (ноябрь 1771 года). В 1772 году пишет композиции «Пастух с пастушкой» (в Третьяковской галерее сохранилось два красивых подготовительных рисунка, выполненных в мягкой живописной манере) и «Домашнее упражнение во дворе» («Доение коровы», 9 × 12 см, Русский музей).
«В картине „Доение коровы“ показана жанровая сценка в сарае. Изображая её по чужеземной натуре, Иванов, очевидно, стремился внести в неё по воспоминаниям национальные русские черты. Картина эта обнаруживает развивающееся дарование молодого художника, его интерес к простой, обыденной жизни. Реалистические тенденции, стремление к естественности обращают внимание Иванова и на наследие старых голландских и фламандских жанристов. Ими в это время под влиянием Дидро увлекались молодые передовые французские художники, ища опору своим демократическим и реалистическим устремлениям. Иванов таким образом включается в передовое художественное движение. Мягкая живописная манера картинки, её красивая рыжевато-оливковая гамма свидетельствуют о росте мастерства Иванова»
Из Парижа 19 июня 1773 года, вместе с братом Архипом, отправляется в Рим, где рисует с натуры пейзажи, изучает и копирует произведения признанных мастеров пейзажной живописи. В 1776 году посылает в Академию Художеств копию с Бенедетто Кастильоне и несколько рисунков, сделанных с натуры. В последние годы своего пребывания за границей Иванов много путешествует, побывав в Сицилии, Испании, Швейцарии, пишет пейзажи с натуры. По возвращении в Россию в августе 1779 года был признан «назначенным», то есть кандидатом в академики.
В 1780 году был прикомандирован к светлейшему князю Г. А. Потёмкину. Иванов должен был изображать по указанию князя «все местности и события, чем либо замечательные». Сделал многочисленные рисунки Кавказа, Крыма и других мест России. Работал в батальном жанре (изображения штурмов Очакова и Измаила). 20 июля 1785 года был произведён в академики. 
Франсиско Миранда, бывший в Крыму в свите Потёмкина в январе 1787 года во время подготовки к Таврическому вояжу Екатерины II, писал: «мы немного полюбезничали с князем [Потёмкиным], который показал мне крупномасштабные карты этой страны и четырех ее губерний, исполненные недавно русскими умельцами, а также картину г-на Иванова, превосходного российского художника-пейзажиста, с изображением того места, куда, как полагают, была перенесена Ифигения».
Последней работой Иванова на юге была, вероятно, «Смерть Потемкина в Молдавии 5 октября 1791 года», гравированная с его рисунка Г. И. Скородумовым и — в меньшем размере — Н. Соколовым. После смерти Г. А. Потемкина вернулся в Санкт-Петербург. Был хранителем рисунков императорской коллекции в Эрмитаже, с 1800 года преподавал в Академии художеств в классе батальной живописи, с 1804 года — также и в классе ландшафтной живописи.
Михаил Матвеевич Иванов был женат на вдове Г. И. Скородумова Марии Ивановне.

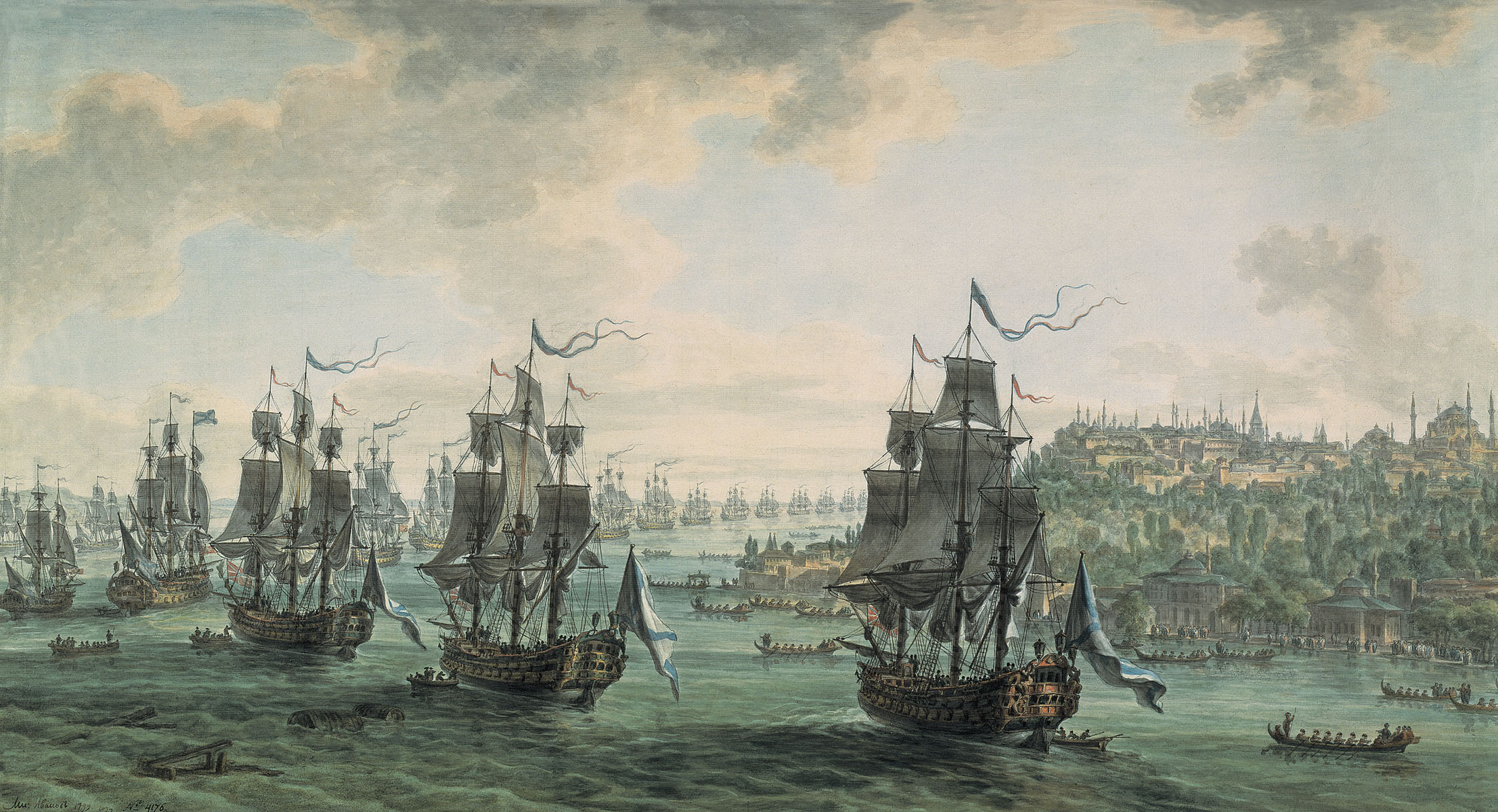
Российская эскадра под командованием Ф. Ф. Ушакова, идущая Константинопольским проливом.
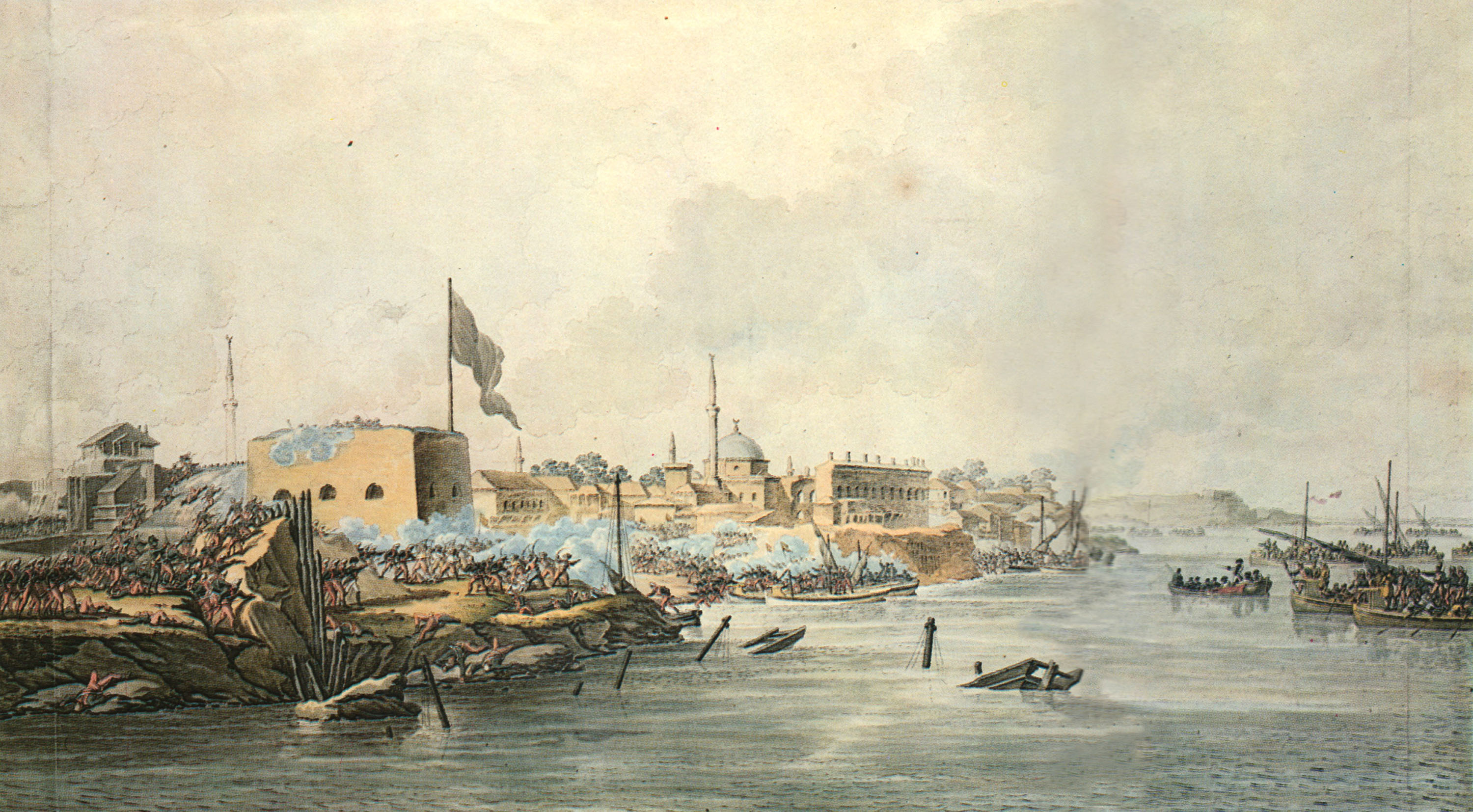
Гравюра С. Шифляра «Штурм Измаила 11(22) декабря 1790 года» (разукрашенная версия). Выполнена по акварельному рисунку М. М. Иванова. В основу рисунка легли натурные зарисовки, сделанные художником во время боя.
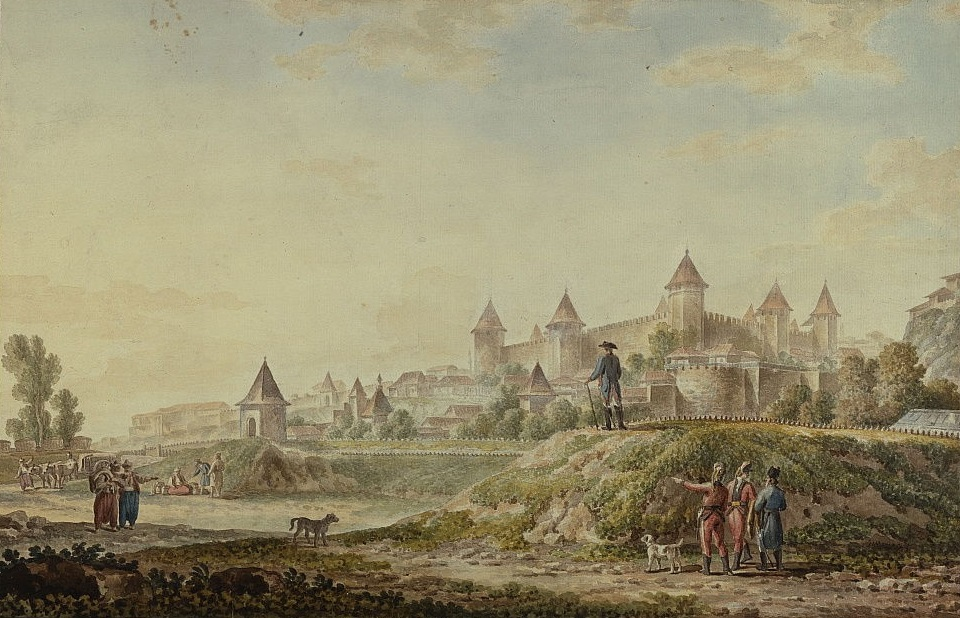
Вид крепости в Бендерах, 1790 год
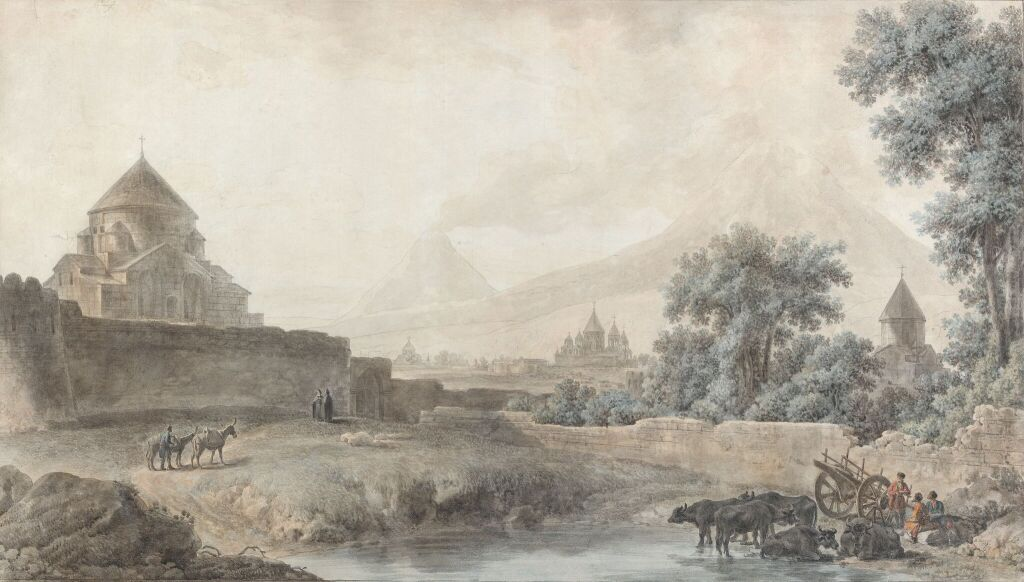
Вид трёх церквей на фоне горы Арарат в Армении, 1783 год
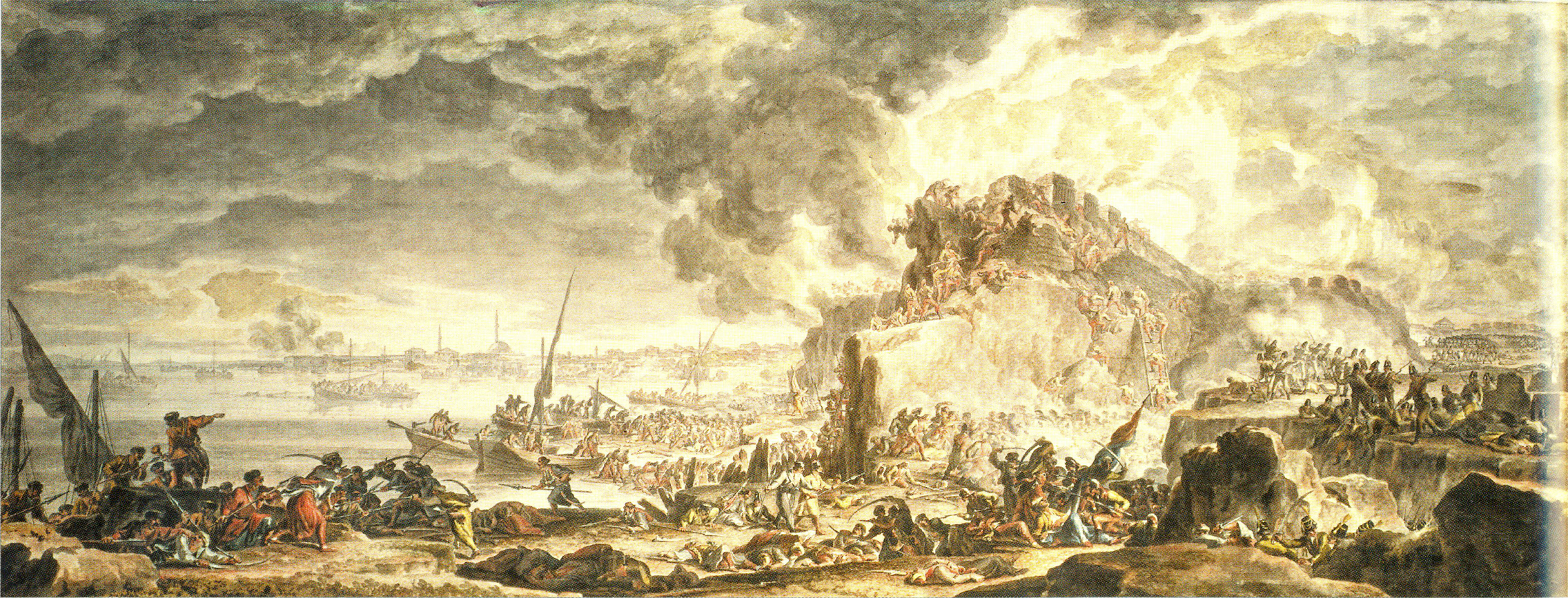
Взятие Измаила русскими войсками под командованием генерал-аншефа А. В. Суворова 11 декабря 1790 года
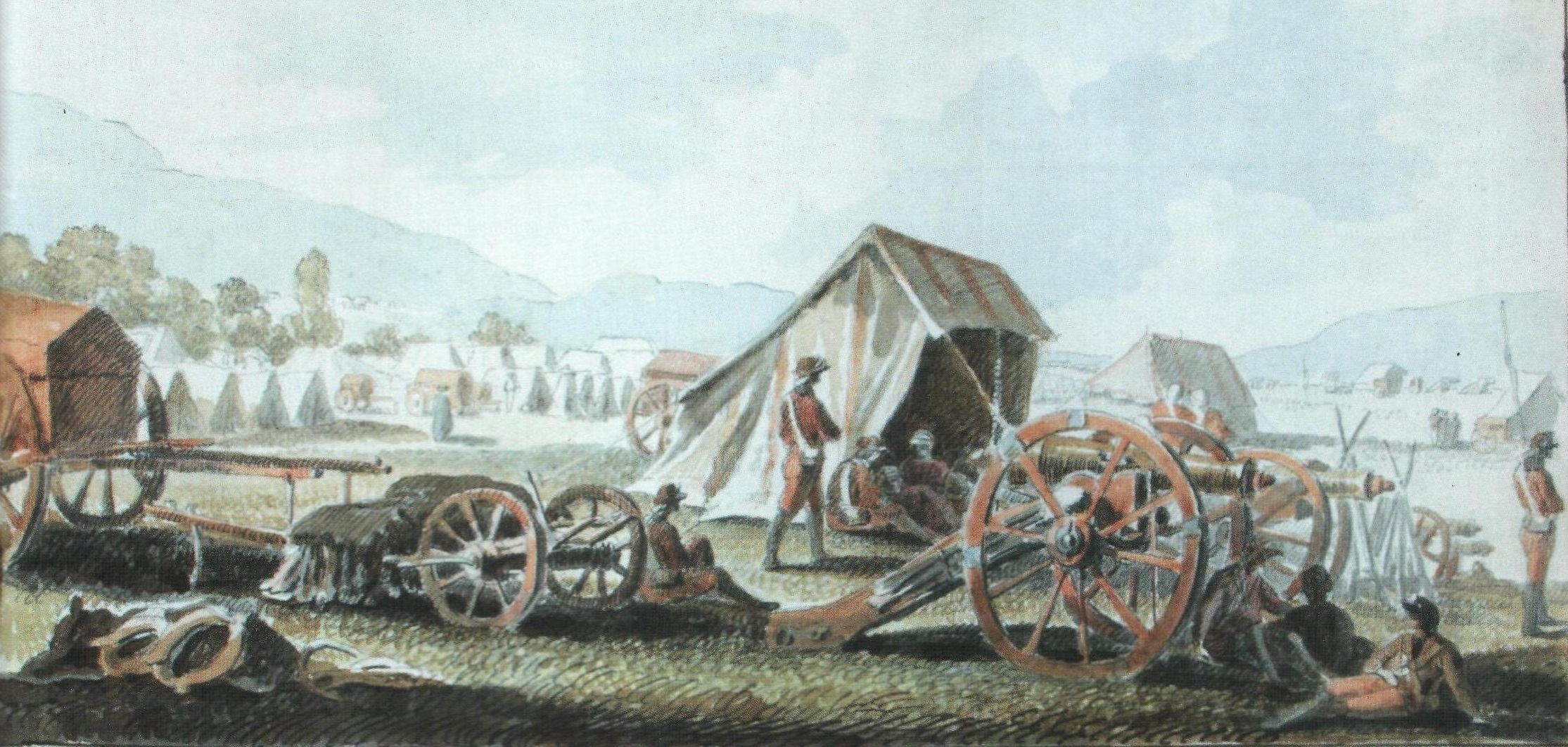
Русский военный лагерь вблизи Карасу-Базара в Крыму, 1783 год